# Amand de Strasbourg
Pour les articles homonymes, voir Amand et Saint Amand.
Amand de Strasbourg est un prêtre catholique de la première moitié du IVe siècle, qui est probablement le premier évêque de Strasbourg. Sa vie réelle est presque totalement inconnue, mais il fait au Moyen Âge l’objet d’un culte, souvent assimilé à celui d’Amand de Maastricht.

## Historiographie
Il n’existe que deux sources contemporaines d’Amand, et toutes les deux ont fait l’objet de controverses. La première est une liste établie par Athanase d’Alexandrie des évêques qui auraient approuvés la profession de foi du concile de Sardique de 343, parmi lesquels se trouve un certain Amand, sans plus de précisions. La seconde est le procès-verbal du synode de Cologne du 13 mai 346, dont l’un des signataires est Amandus Argentoratensium.
En mettant côte à côte les deux textes, Georges Fritz a démontré que l’ordre des signataires des deux listes est exactement le même, ce qui tendrait à indiquer que la liste de Cologne est basée sur celle d’Athanase. Cette situation a donné lieu à différentes interprétations. D’un côté, chez ceux qui remettent en doute la réalité du synode de Cologne, cette similitude a été vue comme une preuve que la liste est un faux. Cependant, ce document ayant été utilisé dans la vita de Maximin de Trèves, il n’aurait pu être alors rédigé qu’entre 500 et 700, or à cette époque le faussaire n’aurait pas été en mesure d’accéder et de comprendre les écrits d’Athanase. De l’autre côté, la liste de Cologne comprenant les mêmes noms, mais avec les lieux d’origine des évêques, la similitude a été interprétée comme la preuve de l’authenticité du document, qui n’aurait pu être rédigé que par un contemporain.
Sa position de premier évêque de Strasbourg provient de deux listes tardives des évêques de Strasbourg. La première date au plus tôt de 874 et le cite explicitement comme fondateur de l’évêché. La seconde se trouve dans la vita de Deicolus, rédigée dans la deuxième moitié du Xe siècle. Malgré leur date très postérieure aux événements, il y a un relatif consensus en faveur de leur authenticité, du fait que la communauté chrétienne de Strasbourg était peu nombreuse jusqu’à la fin du règne de Constantin.

## Éléments de biographie
La vie réelle d’Amand de Strasbourg est presque totalement inconnue. Bien qu’il n’existe aucun élément de sa vie qui ne soit sujet à débat, il y a un relatif consensus pour dire qu’il est le premier évêque de Strasbourg. De même, son épiscopat a très probablement commencé au plus tard en 343 et s’est achevé au plus tôt en 346. Enfin, étant donné que l’inhumation à l’intérieur des villes était interdite à son époque, il a sans doute été enterré dans le cimetière qui se trouvait le long de la route des Romains, où sera également inhumé deux siècles plus tard Arbogast de Strasbourg.

## Culte
Bien qu’il soit possible qu’un culte d’Amand de Strasbourg ait existé avant le IXe siècle, il n’en existe pas de traces. En revanche, dans la deuxième moitié de ce siècle apparaît un culte à un saint Amand, mais la position de sa fête, le 26 octobre tend à indiquer qu’il s’agit plutôt d’Amand de Maastricht. Il semble toutefois qu’une confusion s’est très vite installée, si elle n’était pas déjà présente à l’origine, entre Amand de Strasbourg et Amand de Maastricht. En effet, l’évêque Uto III rédige au milieu du Xe siècle une vita d’Amand et une vita d’Arbogast. La première est perdue, mais semble avoir décrit la vie d’Amand de Maastricht ; le fait qu’elle ait été couplée à celle d’Arbogast, le second fondateur de l’évêché, laisse à penser qu’Uto avait plutôt Amand de Strasbourg à l’esprit, mais que les deux personnages ne faisaient alors déjà plus qu’un.